# Arbaces de Mèdia
Arbaces fou el mític fundador de l'Imperi Mede segons indica Ctèsies que dona el seu nom com el del primer rei, tot i que això no està d'acord amb els coneixements històrics.
Segons Ctèsies, Mèdia era una província de l'Imperi Assiri. Arbaces el mede fou un dels generals de Sardanapalos rei d'Assíria, fins que un dia es va revoltar contra el seu sobirà, aliat a perses, babilonis i àrabs. Les tres primeres batalles foren guanyades pel rei assiri, però finalment fou derrotat quan el contingent de Bactriana al seu exèrcit va desertar i va perdre la batalla, i l'imperi. Després del triomf Arbaces fou rei de Mèdia durant 28 anys. La història fou segurament inventada per Ctèsies per explicar l'origen del regne, i inclou anacronismes i fets impossibles.